# Drenovo (Makedonszki Brod)
Drenovo (macedónul: Дреново) település Észak-Macedóniában, a Délnyugati körzet Makedonszki Brod-i járásában.

## Népesség
| Lakosok száma | 214  | 240  | 187  | 121  | 59   | 45   | 38   | 33   | 17   |
|               | 1948 | 1953 | 1961 | 1971 | 1981 | 1991 | 1994 | 2002 | 2021 |

2002-ben 33 lakosa volt, akik mindannyian macedónok.